# سن چیریکو راپارو
سن چیریکو راپارو (به ایتالیایی: San Chirico Raparo) یک کومونه در ایتالیا است که در استان پوتنزا واقع شده‌است.

## خصوصیات
سن چیریکو راپارو ۸۲ کیلومترمربع مساحت و ۱٬۲۱۹ نفر جمعیت دارد و ۷۸۰ متر بالاتر از سطح دریا واقع شده‌است.